# 梨洲街道
梨洲街道，是中华人民共和国浙江省宁波市余姚市下属的一个街道，位于余姚市市区东南部。梨洲街道总面积110.22平方公里，下辖20个行政村和6个社区，全街道户籍人口8.4万人，外来人口4.2万人（2008年）。

## 行政区划
下辖以下地区：
花园社区、东朝街社区、三江口社区、学弄社区、南雷里社区、白云社区、汇翠社区、最良村、白山头村、古路头村、双桥村、黄箭山村、姜家渡村、竹山村、明伟村、新墅村、南庙村、苏家园村、三溪村、雁湖村、金冠村、章雅山村、长田村、茭湖村、上王岗村、燕窝村和陈洪村。

## 中国传统村落
金冠村获评“中国传统村落”。